# گوناکاری
گوناکاری (به لاتین: Gunakari) یک منطقهٔ مسکونی در روسیه است که در شهرستان داخادایفسکی واقع شده‌است.